# Vinh

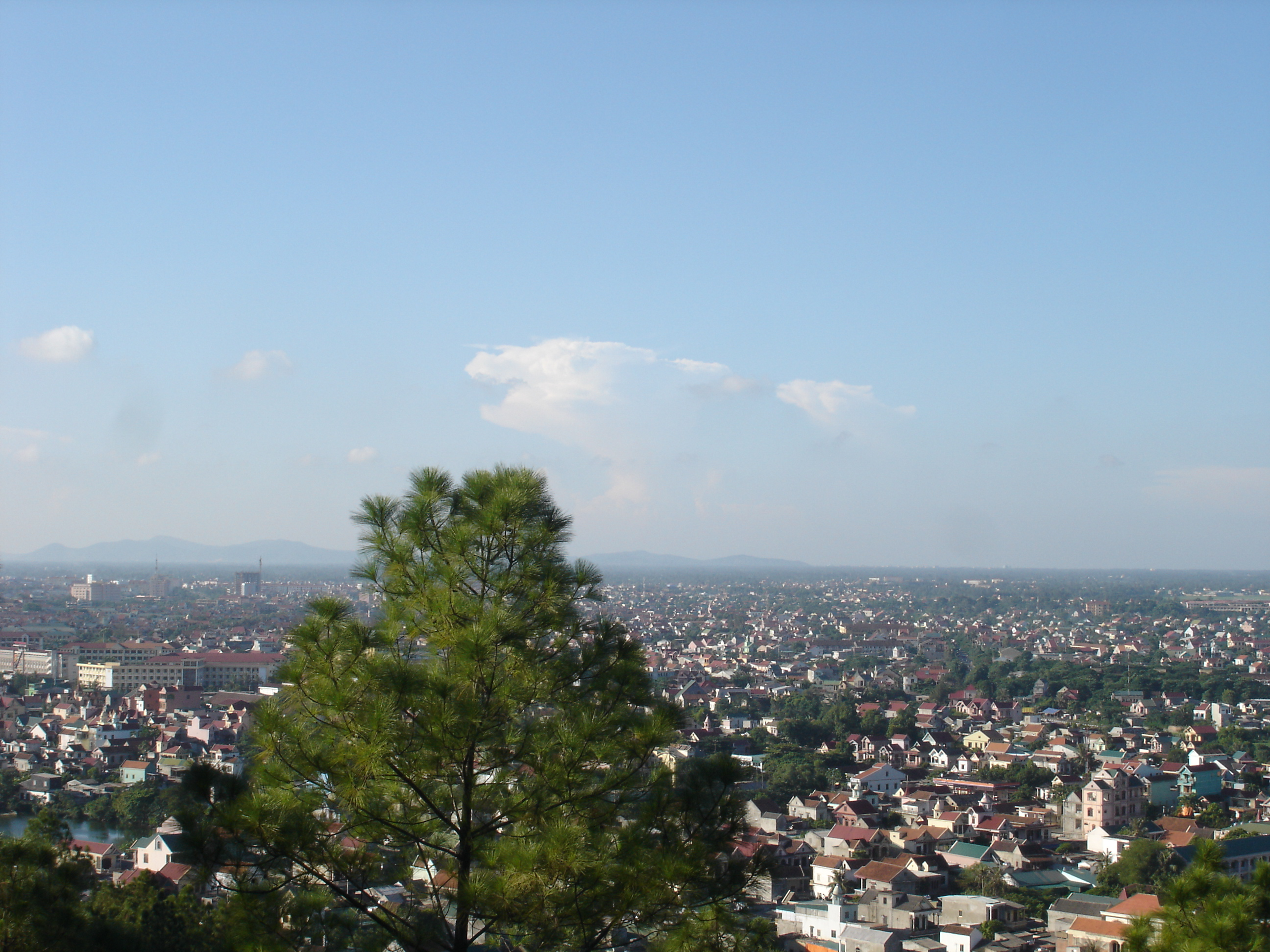
Vy över Vinh.

Vinh är huvudstad i provinsen Nghệ An i centrala Vietnam. Folkmängden uppgick till 303 714 invånare vid folkräkningen 2009, varav 215 577 invånare bodde i själva centralorten. Nationella motorvägen 1A (Quốc lộ 1A) passerar Vinh och många väljer att övernatta här på väg till eller från Hanoi. Många som ska till och från Laos väljer även att stanna till här, eftersom en av gränsövergångarna ligger endast 80 kilometer bort. Staden präglas av Sovjetinspirerad arkitektur med breda, raka gator. Dåligt klimat och misslyckad ekonomisk politik har gjort staden och regionen fattig. Ett talesätt säger: Tyfonen föddes här, och kommer tillbaka ofta för att hälsa på, vilket syftar på de många tyfonerna som drabbar staden, tillsammans med översvämningar. Staden har på senare år, precis som resten av landet, fått ett ekonomiskt uppsving.

## Historia
Under Tay son-dynastin var staden påtänkt som huvudstad, men när den korta dynastin avslutades försvann även planerna på att göra Vinh till huvudstad. Flera projekt hann dock startas och staden fick en uppryckning. Ett citadell har tidigare funnits i staden. Staden har varit centrum för många uppror, och Ho Chi Minh föddes i stadens närhet, vilket lockar inhemska turister. Stadens moderna historia är förknippat med krigen i Vietnam. På 1950-talet förstördes staden av franska flygbombningar och Viet Minhs brända jordens taktik under Indokinakriget. Även en stor brand gick hårt åt staden. Vinhs hamn blev användbar för Nordvietnam under Vietnamkriget och staden blev startpunkten för Ho Chi Minh-leden. Många materialtransporter anlände till staden, och amerikanska bombningar mellan 1964 och 1972 förstörde stora delar av bebyggelsen. Amerikanska förluster i antalet nedskjutna plan blev höga, och slagskepp användes för att beskjuta mål från havet.